# Голицын, Михаил Алексеевич
Князь Михаи́л Алексе́евич Голи́цын (27 октября 1687, Москва — 18 [29] июня 1775) — майор в отставке, затем придворный шут Анны Иоанновны (в 1732—1740 годах), носивший с 1737 года фамилию «Квасник».

## Биография
Происходил из старшей, несчастливой[уточнить] ветви рода Голицыных («Васильевичи»). Родился в Москве, в семье князя Алексея Васильевича Голицына и Марии Исаевны, урождённой Квашниной. Приходился внуком Василию Голицыну, известному фавориту царевны Софьи. В 1689 году вместе с дедом и отцом был отправлен в ссылку, вначале в Каргополь, а позже в деревню Холмогоры (примерно в 75 верстах от Архангельска). Получил хорошее домашнее образование под руководством деда. 

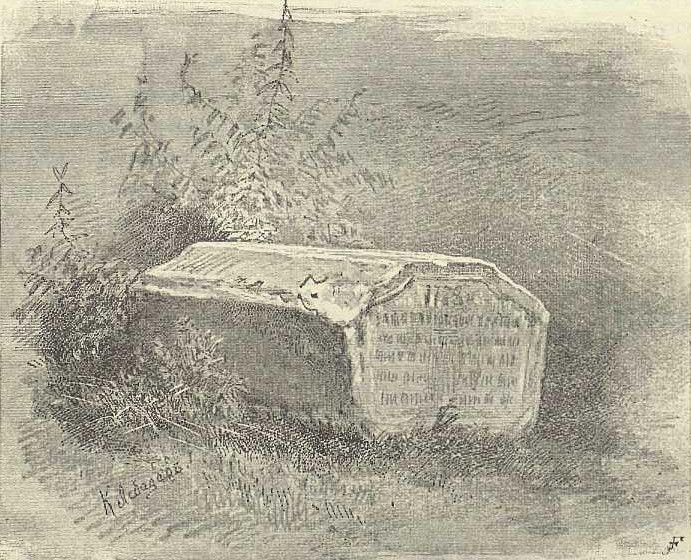
Гравюра с изображением могилы Голицына.

После смерти последнего (в 1714 году) семью возвратили из ссылки. Михаил был послан Петром I за границу на обучение, слушал лекции в Сорбонне. Потом находился на военной службе, вышел в отставку в чине майора. В 1729 году, сразу после смерти своей первой супруги, Марфы Хвостовой, Михаил Голицын, оставив в России двух детей, выехал за границу, где принял католичество и женился во второй раз — на итальянке; по другим сведениям — на немецкой баронессе.
Смене вероисповедания Михаил Алексеевич не придал значения, о чём вскоре горько пожалел.
В 1732 году, уже при императрице Анне Иоанновне, супруги с маленькой дочерью вернулись в Россию. Здесь они узнали, что государыня весьма строго относится к вопросам религии. Поэтому Голицын, тщательно скрывая от всех и иностранку-жену, и смену вероисповедания, тайно поселился в Москве, в Немецкой слободе. Но на него всё-таки донесли императрице. Государыня, узнав о вероотступничестве князя, в гневе отозвала Голицына в столицу. Его брак был признан незаконным. Жену Голицына отправили в ссылку (есть версия — выслали из страны), а самому ему велено было занять место среди придворных «дураков»-шутов. В 1732—1740 гг. — придворный шут, носивший с 1737 года прозвище (фамилию) «Квасник» (в его обязанности входило обносить императрицу и её гостей русским квасом).
Под именем Тимофей Кульковский стал героем множества анекдотов.
Голицын был похоронен в с. Братовщина, расположенном под Москвой, по старой Троицкой дороге, ведущей из Москвы в Троице-Сергиеву лавру, Ярославль и далее на север в Архангельск. Историк-этнограф И. М. Снегирёв сообщал, что на церковной паперти Братовщины видел надгробный камень князя, вросший в землю и отмеченный полустёртой надписью.

## Браки

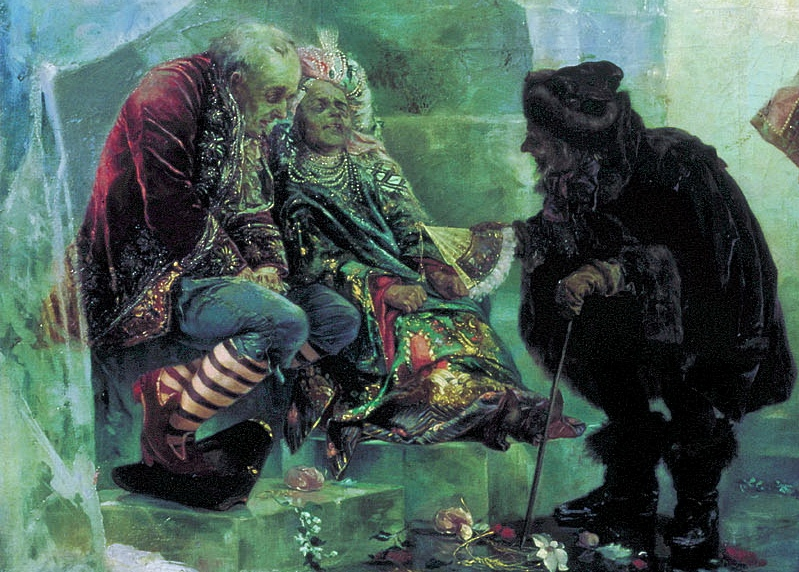
Брачующиеся на свадьбе в Ледяном доме. Фрагмент картины Валерия Якоби (1878).

Голицын был женат четырежды, его супругами были:
- Марфа Максимовна Хвостова (1694—1721?), с 1711 года.
- Баронесса Марья-Францишка.
- Авдотья Ивановна Буженинова (1710—1742) — свадьба в Ледяном доме (1740) состоялась либо 6 февраля, в среду, либо 12 февраля, во вторник; В. А. Нащокин (1707 — ок.1761) в своих «Записках» оставил описание этой свадьбы:Да тогож 1740 году была куриозная свадьба. Женился князь Голицын, который тогда имел новую фамилию Квасник, для которой свадьбы собраны были всего государства разночинцы и разноязычники, самаго подлаго народа, то есть Вотяки, Мордва, Черемиса, Татары, Калмыки, Самоеды и их жёны, и прочие народы с Украины, и следующие стопам Бахусовым и Венериным, в подобном тому убранстве, и с криком для увеселения той свадьбы. А ехали мимо дворца. Жених с невестою сидел в сделанной нарочно клетке, поставленной на слоне, а прочий свадебной поезд вышеписанных народов, с принадлежащею каждому роду музыкалиею и разными игрушками, следовал на оленях, на собаках, на свиньях[6].
- Аграфена Алексеевна Хвостова (1723—1750).

## Дети
- Елена (1712—1747) — супруга графа Алексея Петровича Апраксина
- Николай (1714—1758) — капитан гвардии
- Андрей (1740—1777) — майор
- Алексей (1742—1751)
- Варвара (1746—1767)
- Анна (1748—1813) — супруга Фёдора Григорьевича Карина
- Елена (1750—?)

## Художественная литература
- И. И. Лажечников. Роман «Ледяной дом».
- Ю. М. Нагибин. «Квасник и Буженинова»
- В. С. Пикуль. «Слово и дело».
- В. К. Тредиаковский «Приветствие, сказанное на шутовской свадьбе»